# Psychotria kelelensis
Psychotria kelelensis är en måreväxtart som beskrevs av Theodoric Valeton. Psychotria kelelensis ingår i släktet Psychotria och familjen måreväxter. Inga underarter finns listade i Catalogue of Life.